# Carim Antonio Peche
Carim Antonio Peche (Presidencia Roque Sáenz Peña, 10 de marzo de 1962) es un abogado y político argentino, perteneciente a la Unión Cívica Radical y oriundo de la provincia del Chaco, que ejerce como Diputado Provincial de dicho distrito desde 10 de diciembre de 2017, habiendo sido electo para el cargo por la alianza Cambiemos. Previo antes de su mandato como diputado fue intendente de la ciudad de Presidencia Roque Sáenz Peña entre 1999 y 2007. Fue candidato a gobernador por la alianza Chaco Somos Todos en las elecciones provinciales de 2019.

## Biografía
Peche nació en Presidencia Roque Sáenz Peña, el 10 de marzo de 1962, hijo de María Lidia Martel de Peche y Carim Abdol Mohamed Peche. Su padre fue diputado nacional elegido en los comicios de 1983, que marcaron la restauración de la democracia en la Argentina. Cursó sus estudios primarios en la Escuela Primaria Común N° 31, Domingo Faustino Sarmiento, secundarios en Colegio Nacional República de Honduras y se recibió de abogado en la Universidad Nacional del Nordeste.
En 1999, Peche se presentó como candidato a intendente de Presidencia Roque Sáenz Peña por el Frente de Todos (FdT), alianza liderada por el radicalismo chaqueño. La elección municipal tuvo lugar el 12 de septiembre. Al mismo tiempo que Ángel Rozas (también radical) era reelegido como gobernador por abrumador margen, Peche resultó elegido con el 64.79% de los votos, prácticamente triplicando en voto a Ricardo Luis Sánchez, del Partido Justicialista, que obtuvo el 24.81% de las preferencias. Luciano Hernández, del partido Acción Chaqueña (ACHA), que gobernaba el municipio desde 1991, obtuvo tan solo el 1.70% de los votos. Peche juró el cargo el 10 de diciembre del mismo año, poniendo fin a ocho años de hegemonía de ACHA sobre el municipio. Sería reelegido en 2003, por un margen algo más estrecho.
De cara a las elecciones provinciales de 2007, Peche se presentó como candidato a vicegobernador en fórmula con Ángel Rozas. La fórmula resultó sorpresivamente derrotada por un margen de solo 1.176 votos exactos, lo que llevó a que el escrutinio se mantuviera ajustado casi hasta el final. El binomio oficialista recién reconoció su derrota cuando el conteo superó el 90%.
En 2009 resultó elegido diputado provincial para el período 2009-2013, manteniéndose en el cargo en las elecciones de 2013, 2017, 2021. En las Elecciones provinciales del Chaco de 2019 Peche fue el candidato a gobernador acompañado por el exgobernador Roy Nikisch, logrando el 31,34% (193.731 votos).